# The Kid Who Would Be King
The Kid Who Would Be King (bra: O Menino Que Queria Ser Rei) é um filme infantil de aventura e fantasia de 2019 escrito e dirigido por Joe Cornish. Um empreendimento britânico-americano, o filme é estrelado por Louis Ashbourne Serkis, Tom Taylor, Dean Chaumoo, Rhianna Doris, Angus Imrie, Rebecca Ferguson e Patrick Stewart. A trama segue a história de um jovem garoto que encontra a lendária espada do rei Arthur; Excalibur, e deve usá-la para impedir que uma antiga feiticeira destrua o mundo.
Distribuído pela 20th Century Fox, o filme foi lançado nos Estados Unidos em 25 de janeiro de 2019 e no Reino Unido em 15 de fevereiro de 2019. Apesar de receber críticas positivas, o filme falhou nas bilheterias já que o estúdio gastou mais de US$ 59 milhões e arrecadou US$ 32,1 milhões.

## Elenco
- Louis Ashbourne Serkis como Alex.[5]
- Tom Taylor como Lance.[5]
- Dean Chaumoo como Bedders.[5]
- Rhianna Dorris como Kaye.[5]
- Angus Imrie como o jovem Merlin.[5]
- Rebecca Ferguson como Morgana.[5]
- Patrick Stewart como Merlin Adulto.[5]
- Denise Gough como Mary.[5]
- Genevieve O'Reilly como Sophie.[5]

## Produção
As filmagens começaram em 25 de setembro de 2017 em Londres e terminou em março de 2018. O filme foi filmado na Cornualha e nos estúdios da Warner Bros, em Leavesden.
Os efeitos especiais foram fornecidos pelo DNEG, Rodeo FX, Peerless e TPO VFX, e foram supervisionados por Joel Green, Antoine Moulineau, Laurent Gillet, Marc Hutchings, Jack Hughes e Frazer Churchill.

## Recepção

### Bilheteria
Arrecadou 16,8 milhões de dólares nos Estados Unidos e no Canadá e 15,4 milhões em outros territórios, totalizando um total bruto de 32,1 milhões de dólares, contra um orçamento de produção de 59 milhões de dólares. Nos Estados Unidos e no Canadá, o filme estreou em 3.521 cinemas, arrecadando US $ 7,3 milhões no fim de semana de estreia, terminando em quarto lugar nas bilheterias.
Após sua apresentação inicial, foi anunciado que o filme deveria perder os estúdios em cerca de US $ 50 milhões, levando em conta seus altos custos de marketing. A fraca estreia do filme foi atribuída ao tema medieval misturado com um contexto moderno, que teve vários fracassos nos últimos dois anos, incluindo King Arthur: Legend of the Sword e Robin Hood, e a dificuldade de promover um filme de família com base nesse material. Em seu segundo final de semana, o filme caiu 42%, para US $ 4,2 milhões, terminando em sétimo.

### Crítica
No agregador de críticas o Rotten Tomatoes, o filme tem uma taxa de aprovação de 89% com base em 185 críticas, com uma classificação média de 6,85 / 10. O consenso crítico do site diz: "[O filme] recorda aventuras clássicas para todas as idades - e reaproveita uma lenda atemporal - para uma nova adição totalmente agradável ao cânone do cinema em família". O editor do site deu uma crítica positiva ao filme o decretando como uma "fantasia divertida para toda a família". O Metacritic, o filme tem uma pontuação média ponderada de 66 em 100, com base em 34 críticos, indicando "críticas geralmente favoráveis". As audiências consultadas pelo CinemaScore deram ao filme uma nota média de "B +" na escala A + a F, enquanto as do PostTrak deram a ele uma pontuação geral positiva de 71% e uma "recomendação definitiva" de 46%.
De acordo com o brasileiro Cinema com Rapadura o filme "não fede e nem cheira" e que é "uma aventura simples, que não inova e se abraça no básico da jornada do herói para recontar a história do Rei Arthur" e "O resultado é um filme que não se destaca nem pelos méritos nem pelas falhas." o Omelete deu uma nota 3 de 5 estrelas o chamando de legal mais esquecível. o observatório do cinema deu 4 de 5 estrelas ao filme o chamando de "uma aventura familiar agradável" e que faz "uma revisão divertida da lenda do rei Arthur e aborda questões sérias através da fantasia". Escrevendo para o The Guardian, Cath Clarke chamou o filme de "sentimental em todos os lugares certos e impossível de não gostar."

As críticas negativas se focaram na sua superficialidade, falta de cenas marcantes e a inferioridade em relação ao antecessor filme do diretor. O jornal El mundo da Espanha chamou as lições de moral do filme de "irritantes" e que o filme era totalmente esquecível. O The Observer do Reino Unido chamou o filme de decepcionante e que não era tão "enérgico como o attack the Block". Apesar de dar uma nota positiva Jennifer Heaton da página Lente Alternativa também se sentiu um pouco decepcionada ao explicar que: "Os fãs de cinema esperaram oito anos para Joe Cornish fazer o seu seguimento de Attack the Block, mas O garoto que queria ser rei, infelizmente, é um pouco abaixo do esperado."